# La Jana

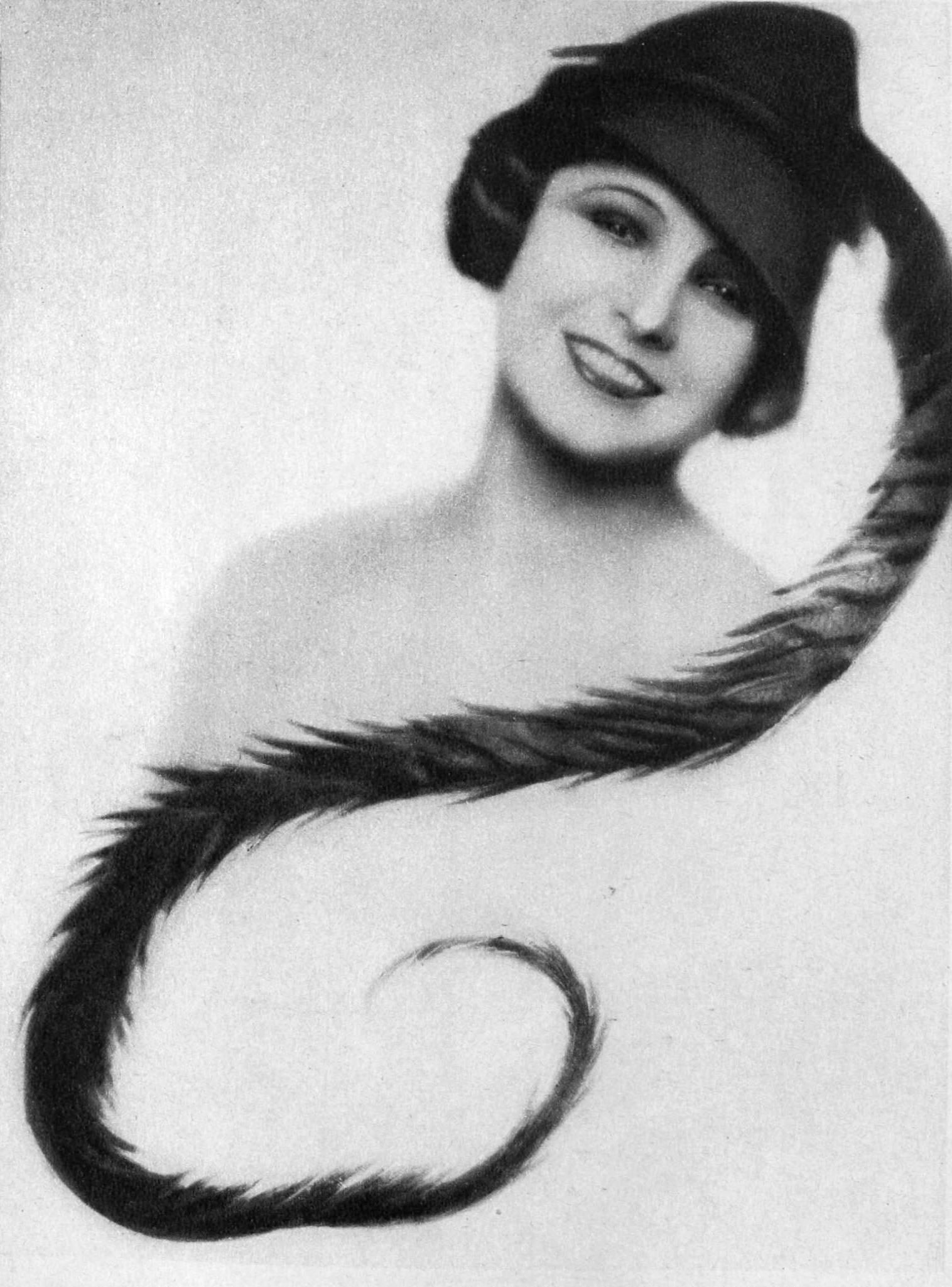
Edith Barakovich: La Jana

La Jana, gebürtig Henriette Margarethe Niederauer, auch Henny Hiebel (* 24. Februar 1905 in Wien; † 13. März 1940 in Berlin), war eine österreichische Tänzerin und Schauspielerin.

## Leben
Henriette und ihre ältere Schwester Anna Niederauer wurden in Wien V., Högelmüllergasse 2, als uneheliche Kinder von Anna Niederauer (aus Mauer stammend) geboren. Anna Niederauer war offensichtlich die Wirtschafterin des Vergolders Heinrich Hiebel. Die beiden heirateten 1909 in Frankfurt am Main. 1910 ließ sich Heinrich Hiebel als Kindesvater beider Kinder in den Taufmatrikeln eintragen.
Henriette, die auch Henny genannt wurde, absolvierte eine Tanzausbildung am Opernballett in Frankfurt am Main. Sie wuchs in der Frankfurter Altstadt auf, und zwar im Großen Hirschgraben, ganz in der Nähe des Goethe-Hauses. Schon als Achtjährige trat sie im Kinderballett der Frankfurter Oper auf und wurde später Revuetänzerin.
Angeblich in Paris traf sie Géza von Cziffra, der sie laut seiner Autobiografie nach Berlin zu Friedrich Zelnik und zum Film brachte. Er schreibt in seiner Biografie:

„Und dort sah ich sie zum ersten Mal tanzen: diese Frau besaß den herrlichsten Körper, den ich in meinem Leben erblickt hatte. Das Mädchen, das sich hier im Scheinwerferlicht auf und ab bewegte […] war knabenhaft gebaut: schlanke Hüften, fast nur eine Andeutung von Busen. […] Sie war ein einfaches, nettes, zugängliches Mädchen, aber für Sex hatte sie eben soviel Interesse wie Immanuel Kant.“

Diese Information von Géza von Cziffra ist vage und sehr umstritten. Es gibt mindestens drei verschiedene Versionen zur Entdeckung von La Jana. Laut zeitgenössischen Quellen soll sie zuerst in Frankfurt am Main im Kabarett Weinklause von einem Nachtclubbesitzer aus Paris entdeckt worden sein, bevor sie als Tänzerin nach Berlin zurückkehrte. Ein anderer Bericht spricht davon, dass sie über Nacht als Ersatz für Claire Bauroff, den erkrankten Star einer Revue in Dresden, engagiert wurde und so später auch Engagements nach Berlin erhielt.
La Jana verlobte sich um 1926 mit dem Schauspieler Ulrich Bettac. In jenem Jahr trug sie noch den bürgerlichen Namen Henny Hiebel und zog mit ihrem Verlobten nach Berlin um. Wenige Jahre später wurde diese Verbindung gelöst.
Sie trat als Revuetänzerin unter anderem in Berlin, Stockholm (1933) und London (1934/1935) auf und wirkte mit bei den Shows An und Aus von Herman Haller, Casanova von Erik Charell und Die schöne Helena von Max Reinhardt. In der Revue Casanova wurde La Jana halbnackt auf einem silbernen Tablett dem Publikum serviert. Der Dank des Publikums war entsprechend: La Jana war das Tagesgespräch von Berlin. Géza von Cziffra erzählt in seiner Autobiografie noch mehr pikante Details über La Jana; unter anderem sei er Zeuge gewesen, wie ihr Liebhaber, kein Geringerer als seine kaiserliche Hoheit Kronprinz Wilhelm, sie in ihrer Wohnung besucht habe. Auch wurden La Jana Affären mit Joseph Goebbels sowie mit dem Opernsänger Michael Bohnen nachgesagt. Ein intensiver Briefkontakt zwischen La Jana und Michael Bohnen wurde durch dessen Enkelin bestätigt.

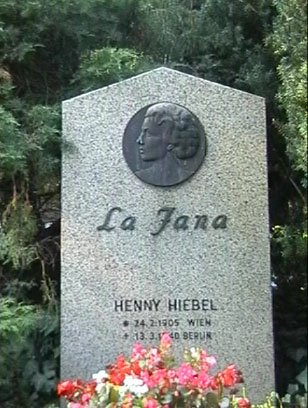
Ehrengrab La Jana in Berlin

Die Show Streamline von Charles B. Cochran führte La Jana 1934 auf eine Tournee durch ganz England und Schottland. Sie verkörperte in dieser Show eine spanische Tänzerin. Nach ihrer Rückkehr nach Deutschland drehte sie ab 1936 fast jedes Jahr einen oder mehrere Filme. Neben Frauen wie Zarah Leander stellte sie einen fremdländischen, dem Standardbild der „deutschen Frau“ nicht entsprechenden Typ dar. Truxa machte La Jana auf einen Schlag in ganz Deutschland bekannt. Als sie später mit Richard Eichberg nach Indien reiste, bewunderten Millionen im Kino den exotischen Zauber La Janas in den dort entstandenen Filmen Der Tiger von Eschnapur und Das indische Grabmal, in denen sie unter anderen neben Frits van Dongen, Theo Lingen und Gisela Schlüter vor der Kamera stand. In den Filmen Menschen vom Varieté und Es leuchten die Sterne spielte sie unter anderen an der Seite von Hans Moser und Grethe Weiser.
La Jana verpflichtete sich im Winter 1939/40, im Rahmen der Truppenbetreuung für die Wehrmacht in mehreren Theatern in Deutschland aufzutreten, da ihr damaliger Ruhm sie zu einem sicheren Publikumsmagneten machte. Sie erkrankte im Februar 1940 an einer beidseitigen Lungenentzündung und starb am 13. März 1940 um 19:05 Uhr im Krankenhaus in der Landhausstraße 33–35 in Berlin-Wilmersdorf. Die Uraufführung ihres letzten Films Stern von Rio hat sie nicht mehr erlebt, diese fand erst am 20. März 1940 im Berliner Ufa-Palast am Zoo statt.
La Jana wurde auf dem Waldfriedhof Dahlem begraben. Da ihre Schwester Anny Bittlinski die Zahlungen für die aufwändige Pflege der Ruhestätte nach dem Krieg eingestellt hatte, wurde das Grab der Künstlerin nach Ablauf der 25-jährigen Nutzungsdauer 1965 eingeebnet. Anlässlich ihres 80. Geburtstages widmete das Land Berlin an gleicher Stelle ein Ehrengrab (Feld 007-319 [Abt. 22 B 97]). Bis zum Jahr 2014 war das Grab als Ehrengrab gewidmet. Der Grabstein ist eine geschliffene Platte mit giebelartigem Abschluss, in deren oberen Drittel ein Rundmedaillon aufgesetzt ist, darunter der Künstlername der Tänzerin. Das Medaillon präsentiert das Profil von La Jana im Flachrelief. Das klare, idealisierte Porträt zeigt sich ganz im Sinn der zeitgenössischen Ästhetik. Es ist nicht sicher, ob es sich hierbei um das Original von 1940 handelt. Dereinst wurde der Stein abgeräumt. Er fand einen Platz im Garten des damaligen Leiters des Heimatmuseums Steglitz. Hier blieb er bis zu seiner Rückführung auf das Grab.

## Bedeutung des Namens
Der Name „La Jana“ soll aus der indischen Sprache stammen und „Die Blumengleiche“ bedeuten. Dies wurde in zeitgenössischen Quellen verbreitet. Vermutlich ist eher richtig, dass La Jana ein reiner Phantasiename ist und allenfalls Ähnlichkeiten mit Wörtern aus dem Sanskrit hat. Indien ist ein Vielvölkerstaat mit vielen Sprachen, eine „indische Sprache“ als solche gibt es nicht. Woher der Künstlername stammt und wer ihn Henny Hiebel verlieh oder wie sie zu diesem Namen kam, ist nicht überliefert. Henny Hiebel trat eine Zeit mit einer Partnerin unter dem Namen „The Charming Sisters“ auf. Aus Schweden sind Autogrammkarten von ihr bekannt, die den Künstlernamen „Lary Jana“ tragen.

## Filmografie

### Stummfilme
- 1925: Wege zu Kraft und Schönheit – Ein Film über moderne Körperkultur (Deutschland)
- 1926: Die weiße Geisha
- 1926: Die Lady ohne Schleier (Hans engelska fru, Schweden/Deutschland)
- 1927: Um seine Ehre (En perfekt gentleman, Schweden)
- 1927: Pott und Deckel (Deutschland)
- 1928: Therese Raquin (Deutschland, verschollen)
- 1928: Der Biberpelz (Deutschland)
- 1928: Zwei rote Rosen (Deutschland)
- 1928: Der Ladenprinz (Deutschland)
- 1928: Gaunerliebchen (Deutschland)
- 1928: Ritter der Nacht (Deutschland)
- 1928: Der Herzensphotograph (Deutschland)
- 1929: Spanisches Intermezzo (Deutschland, Kurzfilm)
- 1929: Meineid (Deutschland)
- 1929: Der lustige Witwer (Deutschland)
- 1930: Die Warschauer Zitadelle (Deutschland)

### Tonfilme
- 1931: Der Schlemihl (Deutschland)
- 1934: Ich bin Du (Deutschland, Kurzfilm)
- 1937: Truxa (Deutschland)
- 1938: Der Tiger von Eschnapur (Deutschland)
- 1938: Das indische Grabmal  (Deutschland)
- 1938: Es leuchten die Sterne (Deutschland)
- 1939: Menschen vom Varieté (Deutschland)
- 1940: Der Trichter Nr. 10 (Deutschland, Kurzfilm)
- 1940: Stern von Rio (Deutschland)

## Hörspiele
- 1926: An und Aus (Revue) – Regie: Hermann Feiner (Funk-Stunde AG Berlin)

## Revuen
- 1924: An und Aus (Berlin)
- 1927/28: Alles aus Liebe (Wien)
- 1928: Helene (Berlin)
- 1928: Casanova (Berlin)
- 1928–1933: Die drei Musketiere (Berlin)
- 1930–1932: Die schöne Helena (Berlin)
- 1930–1932: Hoffmanns Erzählungen (Berlin)
- 1933: Casanova (Stockholm)
- 1934/35: Streamline (Berlin, London mit anschließender Tournee durch England und Schottland)
- 1935: A Kingdom For A Cow (London)
- 1937: Piccadilly (Berlin)